# I Panda
I Panda sono un gruppo italiano di musica pop e leggera formatosi nel 1973, inizialmente col nome Camelot, cambiato in Panda nel corso del 1974 in occasione della pubblicazione del primo singolo per la RCA Italiana.

## Storia del gruppo
La formazione originale comprendeva Osvaldo Pizzoli (voce solista, flauto e sax), Marco Colombo (tastiere e voce), Mario Dalla Stella (chitarre), Giovanni Lomazzi (basso e voce), Gianni Durini (batteria e voce).
Dopo vari contatti con case discografiche milanesi tra cui la Dischi Ricordi, per la quale nel 1973 realizzano alcuni provini con brani dell'autore Mario Guantini (tra cui Desiderare, che verrà poi registrata da Caterina Caselli, e Da cent'anni), approdano alla RCA Italiana dove registrano Addormentata, i cui autori sono Carla Vistarini, Luigi Lopez e Giancarlo Leone, figlio dell'allora Presidente della Repubblica.  Il brano partecipa all'edizione del Festivalbar dello stesso anno riscuotendo un buon successo e i Panda si esibiscono nella serata finale all'Arena di Verona.
L'anno successivo registrano un album, Amanti mai, da cui viene tratto un 45 giri con lo stesso titolo, che pur ottenendo un discreto successo non raggiunge le vette del precedente, anche per causa dello scarso supporto fornito dalla casa discografica.
Insoddisfatti, i Panda abbandonano la RCA Italiana, mentre Marco Colombo lascia il gruppo, sostituito per un breve periodo da Flavio Patriarca e quindi, in via definitiva, da Franco Serafini.
Nel 1977 approdano alla Polydor dove, con la produzione di Nico Papathanassiou (fratello di Vangelis), realizzano il 45 giri Voglia di morire, brano scritto da Carla Vistarini e Luigi Lopez, che resta a tutt'oggi il loro maggior successo e con il quale raggiungono il 13º posto nella Superclassifica di TV Sorrisi e Canzoni. Nonostante il successo, Giovanni Lomazzi abbandona il gruppo per proseguire la carriera di avvocato e viene sostituito da Alfredo De Gennaro.
Verso la fine dello stesso anno Nico li porta a Londra per registrare negli Studi Nemo di Vangelis Papathanassiou il nuovo singolo Notturno, costruito attorno ad una citazione della Danza del Principe e della Fata Confetto dallo Schiaccianoci di Pëtr Il'ič Čajkovskij e con il testo ancora di Carla Vistarini, con l'intenzione di fare il salto di qualità e consolidare il gruppo ai massimi livelli della produzione musicale italiana. Un inconveniente tecnico vanifica in parte il risultato: i master vengono smagnetizzati nel passare i controlli all'aeroporto e il disco dev'essere remixato in Italia.
Pur ottenendo un buon successo, non riesce a raggiungere il volume di vendite di Voglia di morire.
Poco dopo, per cause non meglio precisate, si separano da Nico Papathanassiou e decidono di autoprodursi; avvalendosi della consulenza musicale di Pinuccio Pirazzoli realizzano per la Polydor l'album Teneramente, cuore di... Panda che viene pubblicato all'inizio del 1979 assieme al singolo Teneramente. 
L'album è pregevole, le intenzioni sono buone ed ambiziose, ma probabilmente i ragazzi peccano di presunzione nel non volersi affidare a un produttore esperto; il risultato finale non riesce a rendere l'energia e la freschezza che il gruppo voleva trasmettere e così anche i risultati di vendita si rivelano piuttosto deludenti. Si creano delle tensioni che portano ad una frattura tra Osvaldo, che prosegue mantenendo il nome del gruppo, e gli altri membri che, con Claudio Ramponi al posto di Alfredo formeranno gli Everest.
I Panda di Pizzoli continuano a fare concerti, anche come gruppo di supporto di Ron e Giorgio Faletti. Pubblicano nuovi dischi di inediti: L'anima e l'amore (1998); Storie di Panda (2005) e Le ragazze di una volta... sono angeli (2009). Nel 2007 realizzano anche due CD di cover, Erano gli anni '60 - Live dieci anni prima e Erano gli anni '60 - Live dieci anni dopo (Volume 1 e 2). Nel 2013 pubblicano il singolo Salviamo il mare, che vede la partecipazione vocale della cantante lirica Anna Maria Pizzoli. Nel 2015 è la volta di un altro singolo, Dimmi chi sei. Nel maggio del 2016 I Panda sono ospiti del programma televisivo I migliori anni.

## Discografia

### 33 giri
- 1974 - Amanti mai (RCA Italiana, TPL1 1064)
- 1979 - Teneramente, cuore di... Panda (Polydor, 2448 084)

### CD
- 1998 - L'anima e l'amore (Duck Record, DUBCD 1023)
- 200X - CantaItalia (ristampa di L'anima e l'amore, Duck Record, GRCD 6250)
- 2005 - Storie di Panda (Joliemar, ZETALIVE 1504)
- 2007 - Erano gli anni '60 - Live dieci anni prima
- 2007 - Erano gli anni '60 - Live dieci anni dopo
- 2009 - Le ragazze di una volta... sono angeli (EUROZETA, ZETALIVE 3508)

### 45 giri
- 1974 - Addormentata/Ed era amore (RCA Italiana, TPBO 1043)
- 1975 - Amanti mai/Hai capito anche tu (RCA Italiana, TPBO 1088)
- 1977 - Voglia di morire/Tardi (Polydor, 2060 135)
- 1978 - Notturno/Dimenticare (Polydor, 2060 153)
- 1979 - Teneramente/La maga (Polydor, 2060 187)

### Singoli digitali
- 2013 - Salviamo il mare/L'anima e l'amore
- 2015 - Dimmi chi sei

## Formazione originale
- Osvaldo Pizzoli voce solista, flauto e sax
- Marco Colombo tastiere e voce dal 1973 al 1976
- Mario Dalla Stella chitarre dal 1973 al 1979
- Giovanni Lomazzi basso e voce dal 1973 al 1977
- Gianni Durini batteria e voce dal 1973 al 1979

## Componenti successivi
- Franco Serafini (pianoforte, tastiere e voce dal 1976 al 1979 - ma era già presente nel '73, con soli 15 anni di età, in occasione dei provini registrati per la Ricordi)
- Alfredo De Gennaro (basso e voce dal 1977 al 1979)
- Alberto Centofanti (tastiere nel 1989)
- Claudio Malorgio (tastiere e voce, 1984-1987, 1990-1991)
- Danilo Tomasino (basso elettrico e minimoog,1984-1987)
- Davide Riva (tastiere e voce dal 1991 al 1993)
- Silvio Melloni (tastiere e voce dal 1993 al 1999)
- Gino Zandonà (chitarra e voce dal 1992 al 1999)
- Joseph Messina (chitarra e voce, dal 1999 al 2011)
- Alex Messina (tastiera e voce, dal 1999 al 2011)
- Liborio Sciascia (batteria e voce dal 1990 al 2011)
- Giorgio Santandrea (batteria e percussioni dal 2012 al 2015)

## Componenti attuali
- Osvaldo Pizzoli - voce solista, flauto, sax e tastiere
- Cristian Henry Sementina - chitarra e arrangiamenti
- Fabio Scalco - tastiere e voce
- Antonello Carbone - basso e voce
- Lorenzo Nabissi- batteria e voce
- Vadim Galitsyn - Arrangiamenti e Ingegnere del suono